# Plouër-Langrolay-sur-Rance
Plouër-Langrolay-sur-Rance est une ancienne commune des Côtes-d'Armor, créée par fusion des communes de Plouër-sur-Rance et Langrolay-sur-Rance. Elle est créée en 1973 puis supprimée en 1984, date à laquelle les deux communes sont rétablies.

## Histoire
À l'origine, la fusion devait concerner trois communes : Plouër-sur-Rance, Langrolay-sur-Rance et Saint-Samson-sur-Rance. Cependant, par un vote à bulletins secrets, le conseil municipal de Saint-Samson a refusé celle-ci le 27 novembre 1972 par cinq voix contre six.
À l'inverse, les conseils municipaux de Plouër et Langrolay approuvent fin 1972 la création de la nouvelle commune. Cette décision est entérinée par référendum le 17 décembre 1972. La commune de Plouër-Langrolay-sur-Rance est officiellement créée par arrêté le 15 mars 1973.
En 1979, une crise municipale survient après la démission des quatre conseillers municipaux représentant Langrolay, dont le maire délégué Auguste Orial. Afin de compléter le conseil municipal, une élection partielle est convoquée par le sous-préfet de Dinan les 27 mai et 3 juin 1979. Cependant, elle est largement boycottée par la population de Langrolay, aucun candidat ne s'étant présenté au scrutin. Seuls trois électeurs – deux bulletins blancs et un nul – se déplacent lors du premier tour et 27 au second. Trois des quatre élus démissionnent peu après le scrutin et André Penhouët, seul non démissionnaire, devient maire délégué.
En janvier 1983, un référendum consultatif est organisé à Langrolay afin de permettre aux habitants de la commune déléguée de se prononcer pour ou contre l'association avec Plouër. Avec 79,58 % des suffrages exprimés en faveur du « oui », les langrolaisiens se déclarent favorables au retour à l'autonomie.

## Politique et administration

### Liste des maires
| Période    | Période      | Identité      | Étiquette | Qualité                                          |
| ---------- | ------------ | ------------- | --------- | ------------------------------------------------ |
| avril 1973 | mars 1977    | Joseph Chas   | PSU       | Capitaine de la marine marchande Maire honoraire |
| mars 1977  | janvier 1984 | Joseph Castel | SE        | Médecin                                          |

## Démographie
| 1975  | 1982  |
| ----- | ----- |
| 2 541 | 2 820 |